# 원플러스 9
원플러스 9(OnePlus 9)과 원플러스 9 프로(OnePlus 9 Pro)는 2021년 3월 23일 출시된 원플러스의 안드로이드 기반 스마트폰이다. 이 스마트폰은 하셀블라드와 제휴하여 개발된 업그레이드된 카메라를 갖추고 있다.